# Cytaea albolimbata
Cytaea albolimbata là một loài nhện trong họ Salticidae.
Loài này thuộc chi Cytaea. Cytaea albolimbata được Eugène Simon miêu tả năm 1888.